# Myioscotiptera cincta
Myioscotiptera cincta là một loài ruồi trong họ Tachinidae.